# Grenville (bykommun i Québec)
Grenville är en bykommun (municipalité de village) i provinsen Québec i Kanada. Den ligger i regionen Laurentides, i den sydöstra delen av landet, 90 km öster om huvudstaden Ottawa. Tätbebyggelsen i kommunen tillhör tätorten (centre de population) Hawkesbury, vars huvuddel ligger på andra sidan Ottawafloden i Ontario.